# アンドレイ・コピィロフ

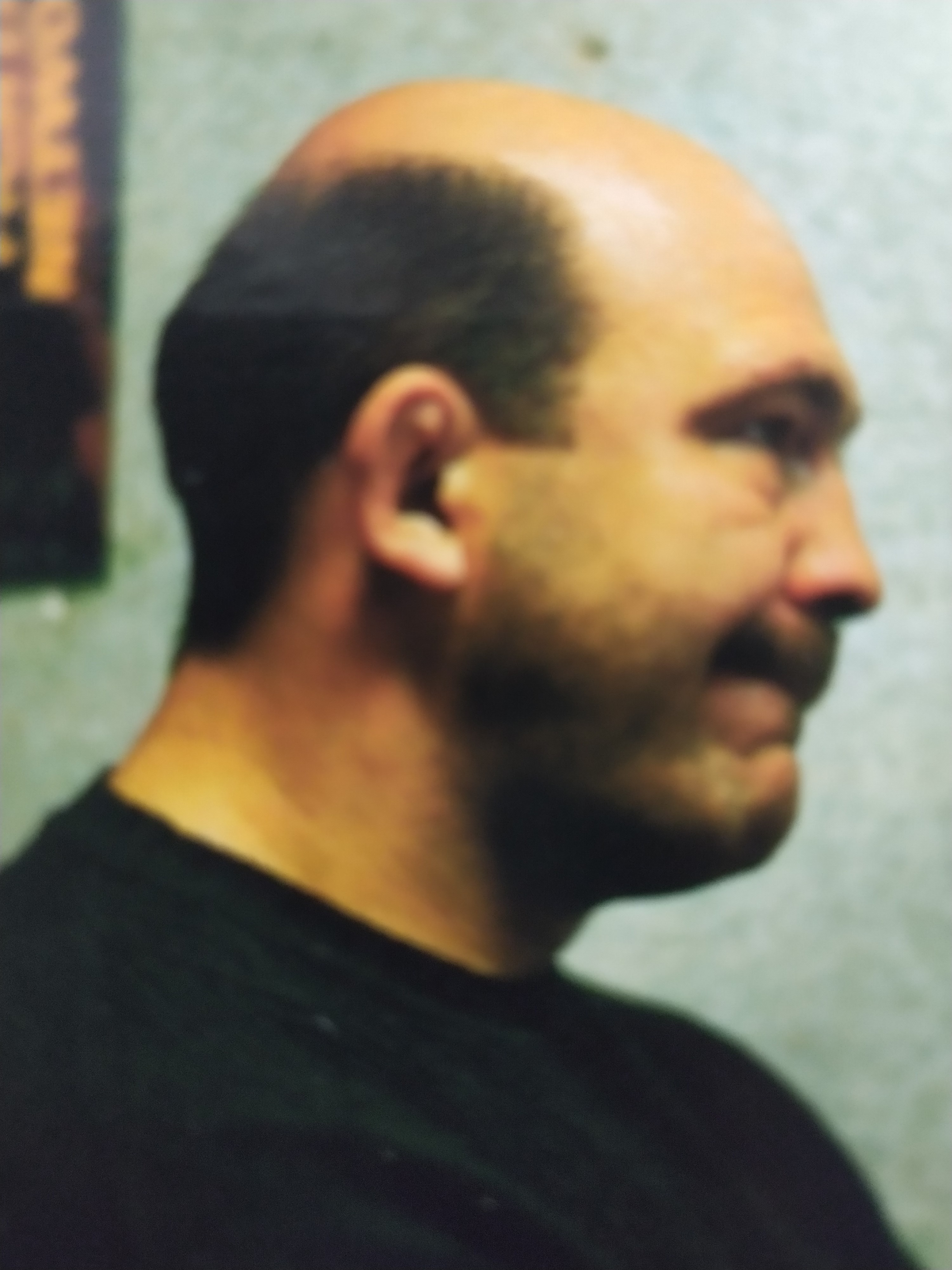
kopylov

アンドレィ・コピィロフ（ロシア語: Андрей Копылов、英語: Andrei Kopylov、1965年6月10日 - ）は、ロシアの男性総合格闘家。スヴェルドロフスク州エカテリンブルク出身。元リングス・ロシア→ロシアン・トップチーム所属。サンボのソ連元王者。ウラジミール・パコージン、ヴォルク・ハン、ニコライ・ズーエフらとともに、旧ソ連崩壊後の、ロシアの総合格闘技の黎明期の基盤を作り上げた。そして後に、このグループの中から皇帝エメリヤーエンコ・ヒョードルやセルゲイ・ハリトーノフらを輩出することになる。

## 来歴
リングスでは、グラウンド戦におけるその関節技技術と、「ロシアのヒグマ」や「ウラルの弁慶」（高柳謙一アナウンサーが命名）と形容される怪力を武器に活躍した。
サンボを始めたのは17歳の時。当時の恋人（現在の妻のリュドミラ）の父親がサンビストであった。義父は自分の知っていることを全てつぎ込んた。やがて力をつけて体が大きくなってからは、アレクサンドル・ヒョードロフに師事。
25歳で1990年サンボ重量級ロシア王者、26歳で1991年サンボ重量級ソ連諸民族大会王者、1991年全ソ連サンボ選手権準優勝。
1992年に初来日しリングスに参戦。初戦でヴォルク・ハンに勝利。前田日明にも3度目の対戦で勝利を収めた。しかし、華麗な関節技を披露するハンに比べ、コピィロフは地味な存在であった。ランキング戦やトーナメント戦ではなかなか勝ちに恵まれず、戦績はやや伸び悩んだ。
1999年12月22日に行なわれた『RINGS KING of KINGS』での1回戦では、世界柔術ヘビー級王者だったカステロ・ブランコを試合開始16秒でビクトル投げからの膝十字固めで一本勝ち。同日に行なわれた2回戦でもリカルド・フィエートを試合開始8秒でアキレス腱固めで一本勝ち。この日の2試合の合計試合時間はわずか24秒である。これで世界中にその名を轟かせた。
この時点で、同大会に出場していたヘンゾ・グレイシーは「決勝トーナメントで最も気をつけなければいけないのはコピィロフだね。彼はとてもストロングで、とても危険な相手だ。」とコメントしている。前田日明は「コピィロフはもともと技のキレのある人。でもムラッ気があるからね。賞金マッチで目の色が変わると思っていたら案の定だったね。」と語った。田村潔司は「試合って、やってる内に何度かチャンスが巡ってくるものなんですけど、その１回目のチャンスで全て極めてましたね。相手の光るところを全て消してしまって。ブランコだって、もしかしたらコピィロフとやらなければ決勝まで行けたかも知れない選手ですからね。単純に凄いと思います。」高坂剛は「試合前、彼はすっごい緊張していて『相手はブラジル人だけど、どうしたらいいと思う？』なんて聞いてきたりして、普通どおりやればいいんじゃないのって言ったら『あっ、そうか！いつもどおりにやってみるよ』ってやったら勝っちゃった。」ブラジルの記者は「コピィロフはブラジルでは格闘家や格闘技マスコミの間でさえ、ほとんど無名の存在だった。サンボの選手でブラジルで知られているのはオレッグ・タクタロフくらいだし、サンボの競技そのものについて良く知っている人は非常に少ない。このため、ブランコもコピィロフという格闘家およびそのファイトスタイルについてほとんど知らなかった。この試合以降、コピィロフの名はブラジルの格闘家およびファンの間に知れ渡り、リングス決勝大会の行方に注目が集まっている。ここでまたしてもコピィロフが柔術家を相手に勝利を収めれば「打倒コピィロフ、打倒サンボ」がブラジル格闘家たちの間で合言葉となるだろう。」と語っている。そしてあのヒクソン・グレイシーでさえ「いい奇襲戦法だったね。とてもうまかったね。コピィロフはいい動きを見せたし、ブランコは相手の動きに対応するのが遅れた。そして極められたのさ。」と柔術家の敗北を認めた。
2000年2月26日に行なわれた準々決勝では、アントニオ・ホドリゴ・ノゲイラと対戦。判定で敗れたが、1Rで壮絶なグラウンド戦を展開した。この時、コピィロフ34歳。ノゲイラ24歳。
グラウンドの技術は世界最高峰だったが、3分で全スタミナを消費してしまう。ヘロヘロになりながら繰り出される掌底は、「コピィロフ酔拳」と揶揄された。2000年4月20日、リングスでのヒカルド・アローナ戦でも、スタミナが切れてしまい、なんとか判定まで持込んだものの、ジャッジを務めていたクリス・ドールマンに、「10-20」というスコアを付けられた。
2000年5月20日のリングス・エカテリンブルグ大会に出場。ブラジリアン柔術のカーロス・クレイトンに試合開始55秒に腕ひしぎ逆十字固めで一本勝ち。
2002年9月22日のPRIDE.22に出場。対戦相手はブラジリアン柔術のマリオ・スペーヒー。壮絶なグラウンド戦が期待されたが、スペーヒーは全身にワセリンを塗っていたようで、かつ打撃のみで応戦しグラウンド戦に持ち込まなかった。試合はコピィロフが唇を大きくカットしドクターストップとなりTKO負け。
しかし、KOKルール導入以降は、どんな強豪を相手にしても、グラウンド技術と掌底だけで応戦し、スタミナを消費して判定負けはするものの、絶対に一本負けをしたことがない（対戦相手もコピィロフのグラウンド技術を警戒し、あえてグラウンド戦に持ち込まず、打撃でスタミナを奪う作戦に出る）。その点については特に中高年ファンの間で語り草となっている。「3分間世界最強のコピィおじさん」と呼ばれ親しまれた。
高阪剛は言う。「一番凄いのは両脚の締めつける力。腕とかを取っていなくても、挟み込まれただけで痛いんです。普通の人だったら、それだけでギブアップしますよ。自分、一度腕挟んでもらったんですけど、何やっても抜けないんです。力任せに抜こうとしたらコピィロフの体が浮くだけで抜けないんです。」さらに旧リングス・ルールにおいて「コピィロフやイリューヒン・ミーシャの試合を思い出して下さい。ファースト・エスケープは、ほとんど取っているでしょう。あの二人からファースト・エスケープを取るのは難しいんです。つまり、最初から今のエスケープなしのルールだったら、とっくにあの二人が上位に来てますよ。」元世界サンボ連盟名誉会長の堀米奉文は「コピィロフ、ハン、ズーエフにはあと5年早くKOKルールでやらせてあげたかったね。何だかんだ言ってももう歳だから。その中でもコピィロフがまだあれだけやれるんだから、やっぱり強いんだね。」と悔やんでいた。
現在は第一線を退き、コーチング、個人事業に専念している。
前田日明は「コピィロフなんて本当にリングスに初参戦した時点で、現役やめて3～4年とか経っている頃なんですよ。でもその頃でもやっぱり凄かったですよ。だからあの頃のコンディションで、KOKに出ていたら軽く優勝してましたよ。KOKの頃はコピィロフ自身が要人警護のセキュリティの会社を立ち上げて、ロシア国内を飛び廻っている頃で、全然練習していなかったですよ。だからスタミナが3分しかもたなくて、当時はウルトラマンとか言われてましたね(笑)。」と自身のYouTubeチャンネルで後日談を語っている。

## エピソード
・1993年12月25日、オルロフ・バベルとの対戦時、お互いに脚関節技を掛け合ってパズルの様に絡み合ってしまい、解くのにレフェリーの力を借りていた。
・サンビスト時代には、後に掣圏道の中心ファイターにもなったボリショフ・イゴリと対戦し、2回対戦して2回ともコピィロフが勝ったという。これはイゴリが発言した「1勝1敗」とは食い違うものだが、コピィロフ曰くイゴリは何もできなかったらしく、イゴリはサンボの技術を出すことはなく、格闘技界からフェードアウトしている。
・サンボには5000余りの技があると言っており、実際にスパーリングをした小路晃は「今まで見たことない技ばかりです...」と語っている。
・1992年の日本滞在時にリングス・ブルガリアのディミータ・ペトコフと東京ディズニーランドに行き満喫している。
・1995年のリングス・オランダの旗揚げ大会に出場。祝賀会でつい酔っ払ってしまい、ウィリー・ピータースに酌をしてもらえなかった。
・いつも妻には「サンボを教えに行くんだ。」と言って来日していた。だが練習量が増えることですぐにバレてしまい、「また行くの？」と言われて信用されていないことを明かしている。
・ウォッカよりもスペイン産の赤ワインを好む。

## 語録
・私はサンビストだよ。オープンフィンガー・グローブなど必要ないだろう。
・日本のビールはうまい。そして刺身もうまいね。ロシアではこんな新鮮な魚は食えないよ。私は昔、日本に21日間滞在したことがあるが、その時に8キロも太ってしまっんだ。日本食は罪深いよ。
・リングスは私の人生の一部でもある。もしリングスが復活するなら、他の団体でなくリングスでやりたいと思う。だが、もしそれが実現できなければ「いろんな団体はあるがリングスが一番強かった。最高だった」ということを証明するために全力で戦いたい思う。
・リングスがなくなっても、皆さんの心の中にリングスが残ることを祈っています。これからも「リングス魂」を心に持ち続けて闘っていきたいと思います。
・黒澤明がなんで有名かというと、クロサワの映画には人生の意味、基本的な哲学みたいなものがあります。アメリカ映画みたいに銃で撃ちあって、ハッピーエンドというのでなくて、本当に人生に沿った映画です。それがロシア人にとって馴染みやすいものです。
・私の関節を極められる人間が存在するのなら、一度お会いしてみたいね。
・（アップルパイを食べるヒョードルに向かって自分の腹を指し）おい、こういう甘い物を食べるところから格闘家の転落は始まるんだぞ。

## 戦績
| 総合格闘技 戦績 | 総合格闘技 戦績 | 総合格闘技 戦績 | 総合格闘技 戦績 | 総合格闘技 戦績 | 総合格闘技 戦績 | 総合格闘技 戦績 |
| --------------- | --------------- | --------------- | --------------- | --------------- | --------------- | --------------- |
| 40 試合         | (T)KO           | 一本            | 判定            | その他          | 引き分け        | 無効試合        |
| 16 勝           | 0               | 13              | 1               | 2               | 0               | 0               |
| 24 敗           | 7               | 13              | 4               | 0               | 0               | 0               |

| 勝敗 | 対戦相手                       | 試合結果                        | 大会名                                                                                     | 開催年月日     |
| ×    | マリオ・スペーヒー             | 1R 6:02 TKO（ドクターストップ） | PRIDE.22                                                                                   | 2002年9月29日  |
| ×    | ヴォルク・ハン                 | 6:15 腕ひしぎ十字固め           | リングス WORLD TITLE SERIES GRAND-FINAL                                                    | 2002年2月15日  |
| ○    | エギリウス・ヴァラビーチェス   | 5分2R終了 判定4-0               | Bushido Lithuania Rings2                                                                   | 2001年5月8日   |
| ×    | ヴォルク・ハン                 | 延長R終了 判定                  | Rings Russia: Russia vs. Bulgaria                                                          | 2001年4月6日   |
| ×    | トム・サワー                   | 1R 0:10 KO（パンチ）            | リングス WORLD MEGA-BATTLE OPEN TOURNAMENT KING of KINGS 2000 Bブロック 【1回戦】          | 2000年12月22日 |
| ×    | ダン・スバーン                 | 2R（10分/5分）終了 判定0-3      | リングス Millennium Combine III                                                            | 2000年8月23日  |
| ○    | カーロス・クレイトン           | 1R 0:55 腕ひしぎ逆十字固め      | リングス・ロシア エカテリンブルグ大会                                                      | 2000年5月20日  |
| ×    | ヒカルド・アローナ             | 2R（10分/5分）終了 判定0-3      | リングス Millennium Combine                                                                | 2000年4月20日  |
| ×    | アントニオ・ホドリゴ・ノゲイラ | 5分2R終了 判定0-1               | リングス RISE 7th WORLD MEGA-BATTLE OPEN TOURNAMENT KING of KINGS GRAND-FINAL 【準々決勝】 | 2000年2月26日  |
| ○    | リカルド・フィエート           | 1R 0:08 アキレス腱固め          | リングス RISE 7th WORLD MEGA-BATTLE OPEN TOURNAMENT KING of KINGS Bブロック 【2回戦】      | 1999年12月22日 |
| ○    | カステロ・ブランコ             | 1R 0:16 膝十字固め              | リングス RISE 7th WORLD MEGA-BATTLE OPEN TOURNAMENT KING of KINGS Bブロック 【1回戦】      | 1999年12月22日 |
| ×    | 山本宜久                       | 6:55 チョークスリーパー         | リングス 前田日明引退試合 〜THE FINAL〜                                                    | 1999年2月21日  |
| ×    | ビターゼ・タリエル             | 2:18 KO                         | リングス WORLD MEGA-BATTLE TOURNAMENT 第1回FNRカップ'98 【SEMIFINAL】                      | 1998年12月23日 |
| ○    | グロム・ザザ                   | 4:12 TKO                        | リングス WORLD MEGA-BATTLE TOURNAMENT 第1回FNRカップ'98 【SEMIFINAL】                      | 1998年12月23日 |
| ×    | 田村潔司                       | 1:35 腕ひしぎ十字固め           | リングス WORLD MEGA-BATTLE TOURNAMENT 第1回FNRカップ'98 【Bブロック1回戦】                 | 1998年11月20日 |
| ○    | 成瀬昌由                       | 2:32 TKO                        | リングス WORLD MEGA-BATTLE TOURNAMENT 第1回FNRカップ'98 【Bブロック1回戦】                 | 1998年11月20日 |
| ×    | 成瀬昌由                       | 7:19 フロントネックロック       | リングス FIGHTING INTEGRATION 2nd                                                          | 1998年4月16日  |
| ×    | ヴォルク・ハン                 | 10:52 足絡み腕固め              | リングス WORLD MEGA-BATTLE TOURNAMENT 1997 【1st ROUND】                                   | 1997年10月25日 |
| ×    | 前田日明                       | 8:32 裸絞め                     | リングス FIGHTING-EXTENSION 1997 Vol.7                                                     | 1997年9月26日  |
| ×    | 前田日明                       | 4:54 腕ひしぎ十字固め           | リングス WORLD MEGA-BATTLE TOURNAMENT 1996 【1st ROUND】                                   | 1996年10月25日 |
| ○    | 山本宣久                       | 12:33 膝十字固め                | リングス MAELSTROM 7th                                                                     | 1996年9月25日  |
| ○    | バート・ベイル                 | 4:41 アームロック               | リングス・ロシア エカテリンブルグ大会                                                      | 1996年5月25日  |
| ×    | ヴォルク・ハン                 | 12:37 膝十字固め                | リングス WORLD MEGA-BATTLE TOURNAMENT 1995 【2nd ROUND】                                   | 1995年11月16日 |
| ○    | グロム・ザザ                   | 10:32 アームロック              | リングス WORLD MEGA-BATTLE TOURNAMENT 1995 【1st ROUND】                                   | 1995年10月21日 |
| ○    | 前田日明                       | 9:29 膝靭帯固め                 | リングス SERIES HAZUKI                                                                     | 1995年8月27日  |
| ×    | 長井満也                       | 8:00 KO                         | リングス SERIES SATSUKI                                                                    | 1995年5月20日  |
| ×    | ハンス・ナイマン               | 3:13 KO                         | リングス・オランダ FREE-FIGHT GARA 1995                                                    | 1995年2月19日  |
| ○    | ヴォルク・ハン                 | 10:05 アームロック              | リングス 1994 MEGA-BATTLE TOURNAMENT 【2nd ROUND】                                         | 1994年10月22日 |
| ×    | グロム・ザザ                   | 8:14 ネックロック               | リングス 1994 MEGA-BATTLE TOURNAMENT 【1st ROUND】                                         | 1994年9月21日  |
| ○    | 山本宣久                       | 9:38 レッグロック               | リングス 1994 in OSAKA                                                                     | 1994年7月14日  |
| ×    | 前田日明                       | 8:51 KO                         | リングス 1994 in YOKOHAMA                                                                  | 1994年3月19日  |
| ○    | オルロフ・パベル               | 11:39 リバースアームロック      | リングス BATTLE SHOT at NIIGATA                                                            | 1993年12月25日 |
| ×    | ニコライ・ズーエフ             | 19:18 足首固め                  | リングス BATTLE DIMENTION TOURNAMENT '93 【1st ROUND】                                     | 1993年10月23日 |
| ○    | 長井満也                       | 4:37 アームロック               | リングス 格闘実験リーグ ROUND5                                                             | 1993年9月10日  |
| ×    | ディック・フライ               | 7:06 KO                         | リングス BATTLE DIMENTION '93 格闘新次元 TOKYO BAY AREA CIRCUIT #2                         | 1993年5月29日  |
| ×    | ヴォルク・ハン                 | 8:30 アキレス腱固め             | リングス BATTLE DIMENTION '93 格闘新次元 OSAKA METROPOLITAN CIRCUIT #1                     | 1993年3月5日   |
| ×    | クリス・ドールマン             | 10:30 裸絞め                    | リングス MEGA-BATTLE TOURNAMENT '92 【2nd ROUND BEST8】                                    | 1992年11月13日 |
| ○    | ソテル・ゴチェフ               | 11:50 脇固め                    | リングス MEGA-BATTLE TOURNAMENT '92 【1st ROUND】                                          | 1992年10月29日 |
| ×    | 前田日明                       | 18:18 腕ひしぎ十字固め          | リングス MEGA-BATTLE SPECIAL 礎 ISHIZUE                                                    | 1992年8月21日  |
| ○    | ヴォルク・ハン                 | 17:05 レッグロック              | リングス MEGA-BATTLE 6th 颯 HAYATE                                                         | 1992年7月16日  |